# Озарк (Арканзас)
Озарк (англ. Ozark) — місто (англ. city) в окрузі Франклін, штат Арканзас, США.
Разом з містом Чарльстон є одним з двох адміністративних центрів округу.
Населення — 3542 особи (2020).

## Географія
Озарк розташований на висоті 124 метра над рівнем моря за координатами 35°29′58″ пн. ш. 93°50′34″ зх. д. / 35.49944° пн. ш. 93.84278° зх. д. (35.499440, -93.842801). За даними Бюро перепису населення США в 2010 році місто мало площу 18,98 км², з яких 18,88 км² — суходіл та 0,10 км² — водойми.

### Клімат
| Клімат : Озарк          | Клімат : Озарк | Клімат : Озарк | Клімат : Озарк | Клімат : Озарк | Клімат : Озарк | Клімат : Озарк | Клімат : Озарк | Клімат : Озарк | Клімат : Озарк | Клімат : Озарк | Клімат : Озарк | Клімат : Озарк | Клімат : Озарк |
| Показник                | Січ.           | Лют.           | Бер.           | Квіт.          | Трав.          | Черв.          | Лип.           | Серп.          | Вер.           | Жовт.          | Лист.          | Груд.          | Рік            |
| Абсолютний максимум, °C | 27,2           | 30,0           | 34,4           | 34,4           | 37,2           | 42,2           | 46,7           | 48,9           | 43,3           | 40,0           | 30,6           | 27,8           | 48,9           |
| Середній максимум, °C   | 10,0           | 12,7           | 17,8           | 23,2           | 27,0           | 31,4           | 34,2           | 34,2           | 30,4           | 24,4           | 16,9           | 11,3           | 22,8           |
| Середній мінімум, °C    | −1,9           | −0,2           | 4,4            | 9,6            | 14,3           | 18,9           | 21,0           | 20,5           | 16,9           | 10,2           | 4,0            | −0,3           | 9,8            |
| Абсолютний мінімум, °C  | −26,7          | −26,1          | −15,6          | −5,6           | 1,1            | 7,8            | 8,9            | 7,8            | 0,0            | −7,2           | −12,8          | −22,2          | −26,7          |
| Норма опадів, мм        | 74             | 78             | 102            | 112            | 138            | 104            | 86             | 85             | 91             | 89             | 90             | 88             | 1137           |
| ----------------------- | -------------- | -------------- | -------------- | -------------- | -------------- | -------------- | -------------- | -------------- | -------------- | -------------- | -------------- | -------------- | -------------- |
| Джерело:                |                |                |                |                |                |                |                |                |                |                |                |                |                |

## Демографія
Згідно з переписом 2010 року в місті мешкали 3684 особи в 1476 домогосподарствах у складі 952 родин. Густота населення становила 194 особи/км². Було 1663 помешкання (88/км²).
Расовий склад населення:
| - 95,3 % — білих - 0,9 % — корінних американців - 0,7 % — чорних або афроамериканців - 0,4 % — азіатів - 0,1 % — вихідців з тихоокеанських островів |

До двох чи більше рас належало 2,3 %. Іспаномовні складали 3,1 % від усіх жителів.
За віковим діапазоном населення розподілялося таким чином: 26,1 % — особи молодші 18 років, 56,1 % — особи у віці 18—64 років, 17,8 % — особи у віці 65 років та старші. Медіана віку мешканця становила 36,4 року. На 100 осіб жіночої статі в місті припадало 87,8 чоловіків;  на 100 жінок у віці від 18 років та старших — 82,1 чоловіків також старших 18 років.
Середній дохід на одне домашнє господарство  становив 40 174 долари США (медіана — 31 555), а середній дохід на одну сім'ю — 52 105 доларів (медіана — 36 111). Медіана доходів становила 50 444 долари для чоловіків та 35 373 долари для жінок. За межею бідності перебувало 31,1 % осіб, у тому числі 34,3 % дітей у віці до 18 років та 18,0 % осіб у віці 65 років та старших.
Цивільне працевлаштоване населення становило 1117 осіб. Основні галузі зайнятості: освіта, охорона здоров'я та соціальна допомога — 22,6 %, роздрібна торгівля — 17,7 %, виробництво — 12,8 %, публічна адміністрація — 12,4 %.
За даними перепису населення 2000 року в Озарку проживало 3525 осіб, 940 сімей, налічувалося 1453 домашніх господарств і 1607 житлових будинків. Середня густота населення становила близько 188,5 осіб на один квадратний кілометр. Расовий склад Озарка за даними перепису розподілився таким чином: 96,48 % білих, 0,14 % — чорних або афроамериканців, 0,68 % — корінних американців, 0,14 % — азіатів, 0,23 % — вихідців з тихоокеанських островів, 1,25 % — представників змішаних рас, 1,08 % — інших народів. Іспаномовні склали 2,55 % від усіх жителів міста.
З 1453 домашніх господарств в 31,5 % — виховували дітей віком до 18 років, 47,2 % представляли собою подружні пари, які спільно проживали, в 13,1 % сімей жінки проживали без чоловіків, 35,3 % не мали сімей. 31,2 % від загального числа сімей на момент перепису жили самостійно, при цьому 18,4 % склали самотні літні люди у віці 65 років та старше. Середній розмір домашнього господарства склав 2,33 особи, а середній розмір родини — 2,91 особи.
Населення міста за віковим діапазоном за даними перепису 2000 року розподілилося таким чином: 25,2 % — жителі молодше 18 років, 8,3 % — між 18 і 24 роками, 25,4 % — від 25 до 44 років, 19,7 % — від 45 до 64 років і 21,4 % — у віці 65 років та старше. Середній вік мешканця склав 38 років. На кожні 100 жінок в Озарку припадало 85,0 чоловіків, у віці від 18 років та старше — 80,6 чоловіків також старше 18 років.
Середній дохід на одне домашнє господарство в місті склав 26 057 доларів США, а середній дохід на одну сім'ю — 31 537 доларів. При цьому чоловіки мали середній дохід в 25 409 доларів США на рік проти 17 353 доларів середньорічного доходу у жінок. Дохід на душу населення в місті склав 12 583 долари на рік. 17,9 % від усього числа сімей в окрузі і 21,6 % від усієї чисельності населення перебувало на момент перепису населення за межею бідності, при цьому 24,9 % з них були молодші 18 років і 19,8 % — у віці 65 років та старше.

## Відомі уродженці та жителі
- Рой Б'юкенен — американський гітарист
- Білл Діз — музикант, відомий головним чином по спільним проектам з Роєм Орбісоном
- Елізабет Грейс — актриса